# آندرس یارل
آندرس یارل (انگلیسی: Anders Jarl؛ زادهٔ ۱۰ مارس ۱۹۶۵) دوچرخه‌سوار اهل سوئد است.
وی در مسابقات کشوری و بین‌المللی در مجموع برندهٔ ۱ مدال برنز شده‌است.